# Keolis
Die Keolis S.A. mit Sitz in Paris ist eine 2001 gegründete, international im Personenverkehr tätige Tochtergesellschaft der SNCF (70 %), der französischen Staatsbahn, und der Caisse de dépôt et placement du Québec (30 %), der Renten- und Sozialversicherungskasse der kanadischen Provinz Quebec. Außerdem unterhält der Konzern in Europa Tochterunternehmen in den Niederlanden, Belgien, Vereinigtes Königreich, Schweden und Dänemark. Außerhalb Europas ist Keolis auch in Australien, Kanada, China, Indien, Qatar, Senegal, den Vereinigten Arabischen Emiraten und in den USA tätig. Die Aktivitäten in Deutschland wurden Ende 2021 veräußert.

## Kennzahlen
Im Jahr 2020 beschäftigte die Keolis-Gruppe etwa 68.500 Mitarbeiter in neun europäischen Ländern (Belgien, Deutschland, Dänemark, Frankreich, Großbritannien, Luxemburg, Niederlande, Norwegen, Schweden) sowie in Australien, China, Indien, den USA, Kanada und den Vereinigten Arabischen Emiraten. Sie betreibt U-Bahnen, Straßenbahnen, Züge und insgesamt 23.200 Busse. In Frankreich ist Keolis mit dem Betrieb von 88 Stadtverkehrsnetzen größter Anbieter des öffentlichem Personennahverkehrs. Mit der Fusion von Keolis und Effia – dem drittgrößten Betreiber von Parkhäusern in Frankreich – im Jahr 2010 wurden die unternehmerischen Aktivitäten beispielsweise mit der Vermietung von Parkplätzen für Fahrräder und Autos weiter ausgebaut.
Der Umsatz des Unternehmens, der 2019 bei 6,6 Mrd. Euro weltweit lag, ging 2020 coronabedingt um 7,3 % auf 6,1 Mrd. Euro zurück, davon wurden 50 Prozent außerhalb Frankreichs erzielt. Schienenpersonenverkehr betreibt die Keolis-Gruppe u. a. in Dänemark, Frankreich, den Niederlanden, dem Vereinigten Königreich und den USA.

## Geschichte
Keolis entstand im Jahr 2001 durch den Zusammenschluss der französischen Nahverkehrskonzerne VIA-GTI, der zum damaligen Zeitpunkt von BNP Paribas kontrolliert war, und Cariane, einer Tochter der französischen Staatsbahn SNCF. Nach der Fusion hielt die SNCF 43,5 Prozent der Anteile. 2004 kaufte die SNCF die Mehrheitsanteile von BNP Paribas und gab 2007 einen Anteil an die Finanzinvestoren Caisse de dépôt et placement du Québec, Axa Private Equity und Pragma ab. Im Februar 2010 erhöhte die SNCF durch die Fusion von Keolis und dem französischen Verkehrsdienstleister EFFIA ihren Anteil von 45,4 auf 56,7 Prozent.
Seit April 2012 ist Keolis zu 70 Prozent im Besitz der SNCF, nachdem sie die Anteile von Axa und Pragma übernommen hatte. Die Caisse de dépôt et placement du Québec bleibt mit nun 30 Prozent weiter beteiligt.
Die US-Tochter erhielt 2014 den Zuschlag der Massachusetts Bay Transportation Authority für einen Vertrag im Wert von 2,7 Mrd. US$ über acht Jahre.
Als sich Keolis USA um den Bau einer neuen Strecke für die Washington Metro bewarb, stieß sie auf den Widerstand von Holocaust-Überlebenden, die vom Mutterkonzern SNCF Entschädigungen forderten und Ende 2014 erhielten.
2015 wurde ATE, Australiens wichtigstes Busunternehmen, von Keolis übernommen. Im Mai 2019 wurde bekannt, dass Keolis ein verbindliches Kaufangebot für CarPostal France ans Schweizer Mutterunternehmen PostAuto abgegeben hat. Im September 2019 wurde die Transaktion von der französischen Wettbewerbsbehörde genehmigt.

### Deutschland
Bis Ende 2021 war die in Düsseldorf ansässige Keolis Deutschland ein Tochterunternehmen von Keolis, die Schienenpersonennahverkehr unter dem Markennamen Eurobahn in Nordrhein-Westfalen, Niedersachsen und ehemals in Rheinland-Pfalz durchführte. Seit 2022 ist sie unter dem Namen eurobahn GmbH & Co. KG tätig.

## Tochterunternehmen

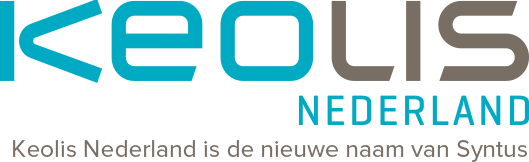
Keolis Nederland

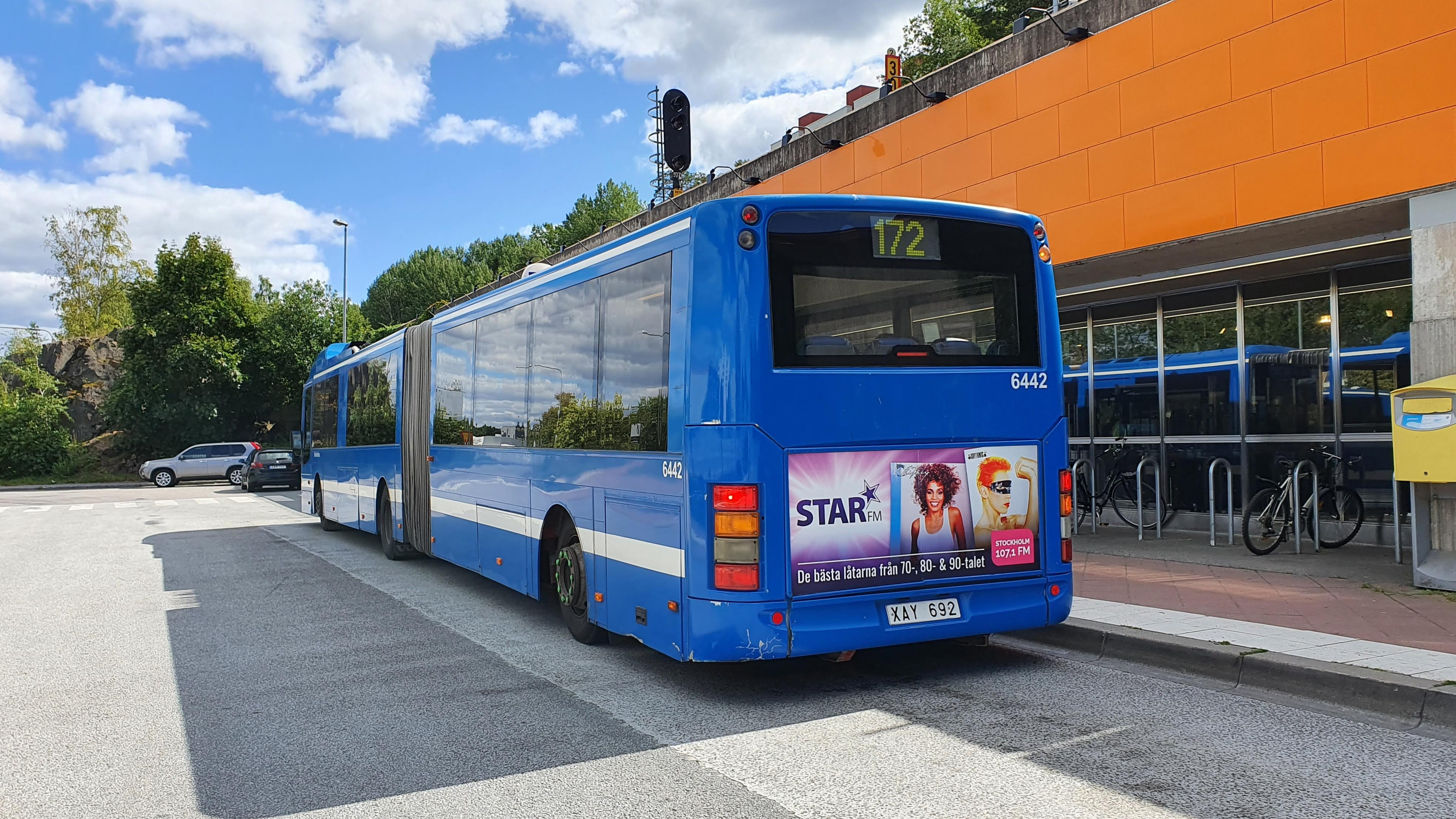
Keolis Sverige 6442 in Norsborg, Botkyrka, Schweden - Volvo B9SALE 8500LEA

Keolis ist u. a. an folgenden Unternehmen beteiligt beziehungsweise deren Eigentümer:
- Keolis Nederland (bis 2017 Syntus), Niederlande
- Orléans Express, Kanada
- Keolis Downer, Australien (51 %)
  - Gold Coast Light Railway
  - Yarra Trams (Straßenbahn Melbourne und Footscray)
  - Newcastle Transport, inkl. Straßenbahn
  - LinkSA
  - Hornibrook Bus Lines
  - Path Transit
- Govia (Joint-venture mit Go-Ahead), Vereinigtes Königreich
  - Govia Thameslink Railway (GTR): Thameslink, Great Northern, Southern und Gatwick Express
  - Southeastern (bis 2021)
- Keolis Transit America, USA
- Navya SAS, Frankreich
- Keolis Bordeaux (VCUB)